# Кваса (Варезе)
Кваса је насеље у Италији у округу Варезе, региону Ломбардија.
Према процени из 2011. у насељу је живело 13 становника. Насеље се налази на надморској висини од 212 м.